# Streblidae
Streblidae (häufig auch als Fledermausfliegen bezeichnet) stellen eine Familie der Zweiflügler (Diptera) dar. Innerhalb dieser werden sie den Fliegen (Brachycera) zugeordnet. Weltweit sind etwa 250 Arten der Fledermausfliegen bekannt, die hauptsächlich in den Tropen und Subtropen beheimatet sind. Lediglich die Art Brachytarsina flavipennis kommt in Südeuropa vor. Die Tiere sind klein und erreichen eine Körpergröße von wenigen Millimetern.
Die Fledermausfliegen sind häufig flügellos, wobei einige Arten auch sehr gut ausgebildete Flügel haben und gute Flieger sind. Die Hüften (Coxen) der Tiere sind sehr weit auf den Rücken verlagert, wodurch die Beine weit gespreizt werden. Der Kopf wird in der Ruhelage nicht wie bei den Fledermausfliegen der Familie Nycteribiidae auf den Thorax zurückgelegt. Auch die Augen sind weitgehend zurückgebildet oder fehlen ganz. Durch mehrere Borstenkämme und Borsten am Körper wird das Anheften am Wirt begünstigt. Die Haut der Fledermausfliegen ist sehr zäh, sodass ein Zerdrücken der Tiere mit den Fingern kaum möglich ist.
Die Streblidae parasitieren als Ektoparasiten an Fledermäusen und ernähren sich dort vom Blut ihrer Wirte. Sie halten sich dazu im Fell der Tiere fest. Bei einigen Arten ist die Wirtsspezifität sehr ausgeprägt.
Besonders die Vertreter der Gattung Ascodipteron (Australien, Indien, Afrika) sind extrem gut an ihre Wirte angepasst. Sie besitzen zunächst Flügel, die sie bei Auffindung des Wirtes abwerfen. Dort bohren sie sich mit Hilfe der Mundwerkzeuge in die Haut der Wirte ein und verwandeln sich in ein sackartiges Gebilde, welches durch die Einbohrstelle atmet und die Larven abgibt.

## Systematik
Häufig werden die Streblidae mit den Fledermausfliegen der Nycteribiidae und den eigentlichen Lausfliegen (Hippoboscidae) zu den Lausfliegen im weiteren Sinne (Pupipara) zusammengefasst. Alle drei Gruppen bringen Larven zur Welt, die sich bereits direkt nach der Geburt verpuppen (adenotrophische Viviparie).
- Familie: Streblidae

- Unterfamilie: Ascodipterinae
- Unterfamilie: Brachytarsininae
- Unterfamilie: Nycteriboscinae
- Unterfamilie: Nycterophiliinae
- Unterfamilie: Streblinae
- Unterfamilie: Trichobiinae

Die Streblidae sind möglicherweise nicht monophyletisch.
Die Unterfamilie Trichobiinae könnte mit den Nycteriboscinae und anderen Linien näher verwandt mit den Fledermausfliegen der Nycteribiidae sein.
Mehrere Autoren bevorzugen eine Aufspaltung in eine Neuwelt-Gruppe (per Vorschlag Ascodipteridae) aus Ascodipterinae und Nycteriboscinae einerseits, und eine Altwelt-Gruppe (den bisherigem Namen Streblidae behaltend) mit allen anderen Unterfamilien andererseits. 
Alternativ könnten auch die Streblide und Nycteribiidae zu einer monophyletischen Familie vereint werden, die dann alle Fledermausfliegen umfasst.